# マリオ・アルモンド
マリオ・アルモンド（Mario Almondo 、1964年9月17日 - ）は、イタリア出身のレースエンジニア。現在はF1のスクーデリア・フェラーリのオペレーションディレクター（operations director）を務めている。

## 経歴
ミラノ工科大学で工学・産業経営を学び、教師、軍人、そしてモータースポーツとは無関係な会社のエンジニアを経て、1991年に自動車会社のフェラーリ社に1エンジニアとして入社した。
当初はフェラーリの市販車部門、次いで1993年からレースカー部門に携わり、1995年にはインドゥストリアルディレクターとしてF1マシンの各パーツの組み立て、製造精度、製造機材を含めた資材調達などといった品質、工程、生産に関わる分野の管理責任者となり、この職を2005年まで実に10年以上に渡って務めた。その後、2006年はチームの人材管理部門の長（人事部長）を務める。
このようにエンジニアリングではなくマネジメントの分野からチームを支える役割を負っていたが、2006年10月にロス・ブラウンがテクニカルディレクターの職を辞したのを受け、その後任として、従来はエンジニアリング部門出身者が務めることが常と考えられていた、テクニカルディレクターの座に就いた。実態としては、ロス・ブラウンが果たしていた役割の中でもレース現場（サーキット）における仕事はルカ・バルディッセリが引き継ぐため、アルモンドはそれ以外の役目を担う。
2008年からはオペレーションディレクターを務めている。